# Peter Drummond-Burrell (22e baron Willoughby de Eresby)
Pierre Robert Drummond-Burrell, 2e baron Gwydyr, 22e baron de Willoughby Eresby (19 mars 1782 – 22 février 1865), est un noble britannique. Il est le fils de Peter Burrell (1er baron Gwydyr) (mort en 1820), et de Priscilla Bertie (morte en 1828).

## Biographie
De 1812 à 1820, il est député pour Boston dans le Lincolnshire. Jusqu'au Reform Act 1832, Drummond-Burrell est un Whig, mais jusqu'en 1841, il passe chez les Tories.
Le 29 juin 1820, il succède à son père en tant que 2e Baron Gwydyr, 3e baronnet Burell de Knipp et adjoint au Lord-grand-chambellan. Le 29 décembre 1828, il succède à sa mère comme 22e baron de Willoughby Eresby et coindivisaire pour la moitié du poste héréditaire de Lord-grand-chambellan.
Le 19 octobre 1807, il épouse Sarah Clémentine Drummond, fille de James Drummond (1er baron Perth), et de Clémentine Elphinstone. Ils ont cinq enfants:
- Clémentine Drummond-Willoughby (en), 24e baronne de Willoughby Eresby (1809-1882)
- Susan Elizabeth Drummond-Burrell (1810-1853), morte célibataire[2];
- Charlotte Augusta Annabella Drummond-Willoughby (1815-1879), qui épouse Robert Carrington, 2e baron Carrington
- Frédéric Drummond-Burrell (1818-1819), mort en bas âge[3]
- Albyric Drummond-Willoughby, 23e baron de Willoughby Eresby (1821-1870).

Son épouse est décédée le 26 janvier 1865. Il meurt moins d'un mois plus tard, le 22 février 1865. Ils sont enterrés côte à côte dans le cimetière de Saint-Michel et Tous les Anges, Edenham, dans le Lincolnshire. La tombe de leur deuxième fille, Susan Elizabeth (d. 1853) est adjacent, et ceux de leurs fils Albyric (d. 1870) et petit-fils de Gilbert Heathcote-Drummond-Willoughby, 1er comte d'Ancaster (d. 1910), sont à proximité.
Gwydyr Mansions (en) à Hove, East Sussex, a été nommé en l'honneur de son amitié avec la famille Goldsmid sur les terres desquels il a été construit en 1890.
Le fleuve Gwydir en Nouvelle-Galles du Sud a été nommé en son honneur par l'explorateur Allan Cunningham, dont il était un mécène.